# 육동가리돔
육동가리돔은 황줄돔과의 물고기이다. 수심 18~190m 해역의 암초에서 서식한다. 총 몸길이는 90cm이다. 몸색깔은 연한 황색으로 몸에 넓은 흑갈색 가로띠가 있다.